# Huangliao (sockenhuvudort i Kina, Zhejiang Sheng, lat 27,95, long 119,89)
Huangliao (kinesiska: 黄寮乡, 黄山) är en sockenhuvudort i Kina. Den ligger i provinsen Zhejiang, i den östra delen av landet, omkring 260 kilometer söder om provinshuvudstaden Hangzhou. Antalet invånare är 691. Befolkningen består av 286 kvinnor och 405 män. Barn under 15 år utgör 13,0 %, vuxna 15-64 år 65 %, och äldre över 65 år 20,0 %.
Runt Huangliao är det ganska tätbefolkat, med 192 invånare per kvadratkilometer. Närmaste större samhälle är Nantian, 7,5 km öster om Huangliao. I omgivningarna runt Huangliao växer i huvudsak blandskog.
Genomsnittlig årsnederbörd är 2 328 millimeter. Den regnigaste månaden är juni, med i genomsnitt 383 mm nederbörd, och den torraste är januari, med 67 mm nederbörd.